# Affairs of Cappy Ricks
Pour plus de détails, voir Fiche technique et Distribution.
Affairs of Cappy Ricks est une comédie dramatique américaine de 1937 réalisée par Ralph Staub et mettant en vedette Walter Brennan, Mary Brian, Lyle Talbot, Frank Shields et Frank Melton.